# Gotfredsons de Windsor
Les Gotfredsons de Windsor sont une franchise de hockey sur glace ayant évolué dans la Ligue internationale de hockey.

## Historique
L'équipe a été créée en 1945 à Windsor en Ontario et évolua dans la LIH jusqu'en 1950, jouant ses rencontres au Windsor Arena de Windsor. L'équipe fut une des quatre franchises fondatrices de la LIH.

### Saisons en LIH
Note: PJ : parties jouées, V : victoires, D : défaites, N : matchs nuls, DP : défaite en prolongation, DF : défaite en fusillade, Pts : Points, BP : buts pour, BC : buts contre, Pun : minutes de pénalité
| Saison    | Nom         | PJ | V  | D  | N | Pts | Classement              | Séries éliminatoires | Entraîneur                  |
| --------- | ----------- | -- | -- | -- | - | --- | ----------------------- | -------------------- | --------------------------- |
| 1945-1946 | Gotfredsons | 15 | 8  | 4  | 3 | 19  | 2e rang LIH             | n/d                  | Len Loree                   |
| 1946-1947 | Staffords   | 28 | 17 | 8  | 3 | 37  | 1er rang LIH            | n/d                  | Len Loree                   |
| 1947-1948 | Staffords   | 30 | 8  | 21 | 1 | 17  | 6e rang LIH             | Hors des séries      | Len Loree                   |
| 1948-1949 | Ryan Cretes | 31 | 0  | 25 | 6 | 6   | 6e place, division Nord | Hors des séries      | Harvey Teno                 |
| 1949-1950 | Ryan Cretes | 40 | 10 | 25 | 5 | 25  | 5e rang LIH             | Hors des séries      | Harvey Teno, Keith Crossman |